# Bearsden
Bearsden es una población en el concejo de East Dunbartonshire en Escocia. Está localizada en la parte noroeste de Glasgow, aproximadamente a 10 km del centro de esta ciudad y hace parte de su zona de influencia. 
Bearsden fue clasificada como la séptima población con concentración de millonarios en Gran Bretaña en 2005 y tiene la menor tasa de vivienda social de Escocia.
En el último conteo de población esta era de 27.967 habitantes. El gobierno local es responsabilidad del Concejo de East Dunbartonshire.

## Historia
El muro de Antonino del periodo romano atraviesa la ciudad y los restos de una Terma pueden encontrarse cerca al centro de la ciudad. En 1649, la primera iglesia de la parroquia fue erigida y se convirtió en el centro administrativo de la región. El nombre de la población en gaélico es Cille Phàdraig Ùr (que significa "nueva iglesia de Patricio") que refleja el nombre de la parroquia. 
Creció bajo la dinámica de suburbio comenzando su desarrollo urbano con el establecimiento de una estación de tren en 1863. A principios del siglo veinte la población había crecido considerablemente, siendo un sitio predilecto de hombres de negocios de altos ingresos.
El desarrollo urbano llevó a una población de 28,000 habitantes que se ha mantenido hasta la actualidad.